# Chaetomitrium papillifolium
Chaetomitrium papillifolium är en bladmossart som beskrevs av Roelof Benjamin van den Bosch och Sande Lacoste 1862. Chaetomitrium papillifolium ingår i släktet Chaetomitrium och familjen Hookeriaceae. Inga underarter finns listade i Catalogue of Life.